# 나바론의 요새
《나바론 요새》(The Guns Of Navarone)는 영국에서 제작된 J. 리 톰슨 감독의 1961년 서사 · 모험 · 전쟁 영화이다. 그레고리 펙 등이 주연으로 출연하였고 칼 포먼 등이 제작에 참여하였다.

## 줄거리

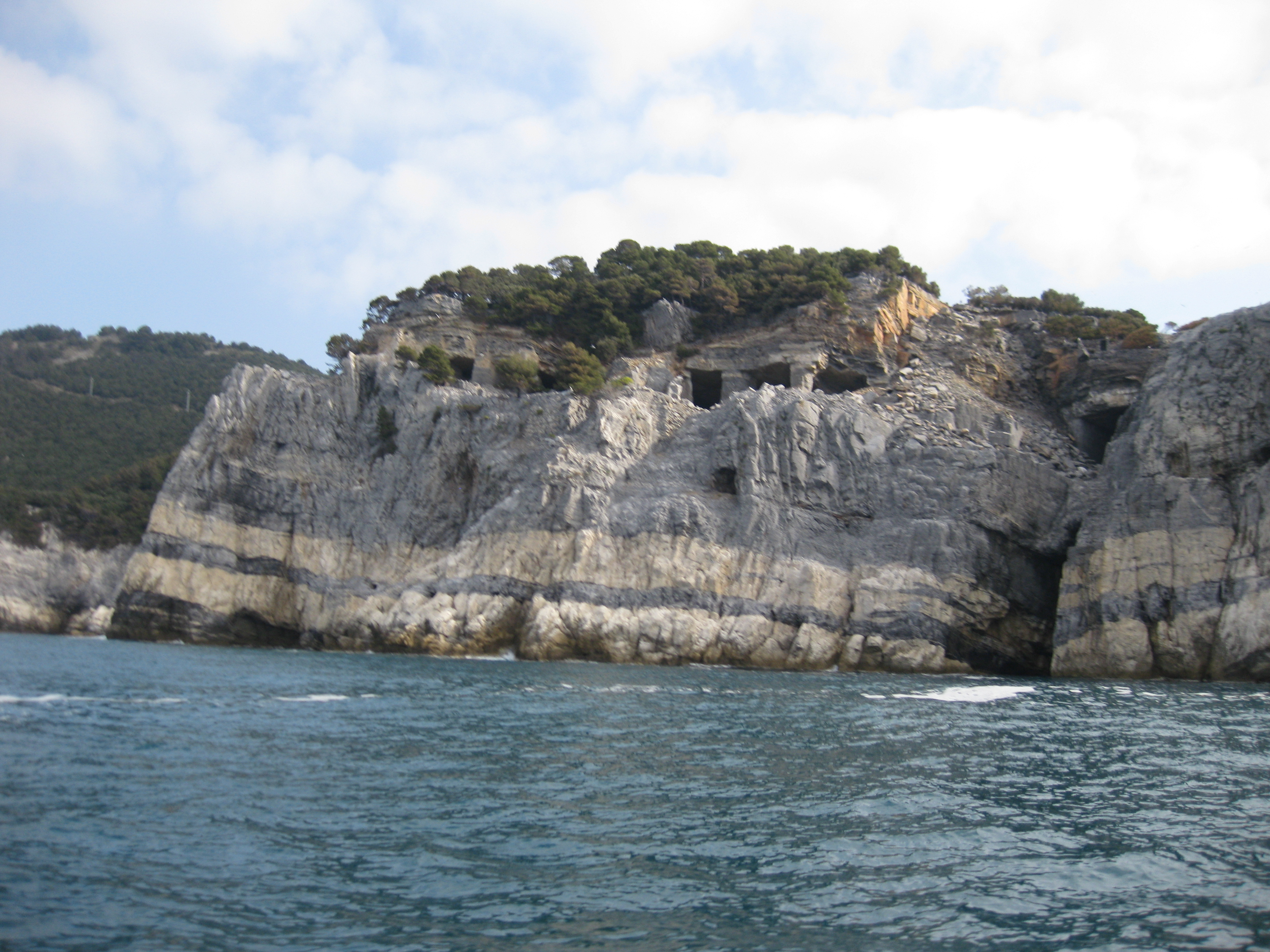
'나바론' 절벽은 이탈리아 서부 해안의 팔마리아에 있는 대리석 채석장을 통해 영화에서 총좌 입구가 어떻게 묘사되었는지 보여준다.

1943년, 추축국은 군사력을 과시하고 중립국인 터키를 설득하여 자신들의 편에 합류시키기 위해 2,000명의 영국군이 고립된 케로스 섬 공격을 계획한다. 영국 왕립 해군의 구출은 (가상의) 나바론 섬에 있는 두 개의 거대한 레이더 유도 대구경포에 의해 방해받는다. 공중 폭격 시도가 실패하자 연합군 정보부는 나바론에 침투하여 총을 파괴할 코만도 부대를 소집한다. 로이 프랭클린 소령이 이끄는 이 팀은 장거리 사막 그룹 소속의 스파이이자 장교인 키스 맬러리 대위, 그리스 육군 소속의 안드레아 스타브로스 대령, 프랭클린의 친구이자 폭발물 전문가이자 화학 교수인 밀러 상병, 나바론 출신의 그리스계 미국인 스피로스 파파디모스, 그리고 "바르셀로나의 도살자" 브라운(공병이자 칼싸움 전문가)으로 구성된다.
낡은 어선에 그리스 어부로 위장한 그들은 에게해를 가로질러 항해하다 독일 순찰선 승무원을 제압한다. 맬러리는 프랭클린에게 전쟁 후 스타브로스가 자신을 죽이겠다고 맹세했다고 털어놓는다. 맬러리가 부주의하게 스타브로스의 아내와 자녀의 죽음에 책임이 있었기 때문이다. 나바론 해안에서 난파된 후, 맬러리는 팀을 이끌고 절벽을 오르던 중 프랭클린이 다리를 다친다. 맬러리는 프랭클린이 자살하는 것을 막고 임무가 취소되었으며 대신 상륙 공격이 개시될 것이라고 거짓말을 한다. 그들은 지역 저항군 두 명, 스피로스의 여동생 마리아와 그녀의 친구 안나를 만난다. 안나는 탈출하기 전에 독일군에게 고문을 당했었다.
프랭클린의 괴저 다리를 치료할 의사를 찾던 중 그룹은 붙잡힌다. 스타브로스가 독일군의 주의를 끄는 동안 팀은 감금자들을 제압한다. 그들은 독일군 제복을 입고 탈출하며, 프랭클린은 의료 처치를 받기 위해 남겨둔다. 프랭클린은 스코폴라민 주사를 맞고 맬러리의 잘못된 정보를 넘겨주어, 대부분의 병력이 예상되는 해안 공격에 대비하기 위해 요새를 떠나게 한다. 나바론 마을에서 밀러는 자신의 폭발물이 파손된 것을 발견하고 안나가 범인임을 추론한다. 안나는 석방 대가로 독일군에게 고용되었다고 고백한다. 맬러리는 안나를 처형할 준비를 하지만, 마리아가 개입하여 그녀를 총으로 쏴 죽인다.
맬러리와 밀러는 총을 향하고, 스타브로스와 스피로스는 마을에서 주의를 흩뜨리고, 마리아와 브라운은 탈출용 보트를 훔친다. 스피로스는 독일 장교와의 총격전에서 사망하고, 브라운은 보트 절도 중 칼에 찔린다. 맬러리와 밀러는 총에 폭발물을 설치하고 탄약 호이스트의 궤도에 부비트랩을 설치한다. 독일군은 총좌에 강제로 진입하여 총에 설치된 폭발물을 해체하고, 맬러리와 밀러는 절벽 아래로 탈출하여 훔친 보트에 탑승한다. 부상당한 스타브로스는 맬러리의 도움을 받아 보트에 오르고, 그들 사이의 유혈 분쟁은 해결된다.
갇힌 영국군을 구출하려는 연합군 구축함이 나타나자 독일군은 그들에게 발포한다. 호이스트가 밀러의 부비트랩에 닿자 숨겨진 폭발물이 주변 포탄을 거대한 폭발로 터뜨려 총과 요새 전체를 파괴한다. 맬러리의 팀은 영국 수송선에 도달한다. 스타브로스는 마리아와 사랑에 빠져 그녀와 함께 나바론으로 돌아간다. 맬러리와 밀러는 구축함에서 그들의 성공 후를 지켜본다.

## 출연

### 주연
- 그레고리 펙
- 앤서니 퀸
- 데이비드 니븐
- 이렌느 파파스

### 조연
- 스탠리 베이커
- 안소니 퀘일
- 제임스 대런
- 지아 스칼라

## 기타
- 원작자: 알리스테어 맥클린
- 협력프로듀서: 레온 베커
- 협력프로듀서: 세실 F. 포드
- 미술: 제프리 드레이크
- 의상: 올가 레흐만

## 한국판 성우진

### MBC (1988년 1월 2일)
- 박일 - 멀로리 대령 (그레고리 펙)
- 황일청 - 밀러 상병 (데이비드 니븐)
- 김기현 - 스타브로스 대령 (앤서니 퀸)
- 김용식
- 박기량
- 신성호
- 김은영
- 윤소라
- 나성균
- 이규연
- 이도련
- 이인성
- 최상기
- 김관철
- 이종혁
- 곽대홍
- 황윤걸

### KBS (1992년 6월 6일)
- 유강진 - 멀로리 대령 (그레고리 펙)
- 이완호 - 밀러 상병 (데이비드 니븐)
- 이치우 - 스타브로스 대령 (앤서니 퀸)
- 김성희 - 마리아 (이렌느 파파스)
- 온영삼
- 탁원제
- 오세홍
- 이봉준
- 장세준